# استان کافا

موقعیت کافا در کشور اتیوپی

استان کافا به مرکزیت شهر جیما در جنوب غربی اتیوپی قرار داشت. در این منطقه برای اولین بار دانه قهوه وحشی کشف شده‌است. طبق افسانه‌ها در پانصد سال پیش چوپانی با مشاهده انرژی بزهایش بعد از این که آن‌ها از دانه کافه می‌خوردند. به این فکر می‌افتد که مقداری از آن دانه‌ها را جمع آوری و بپزد. نام کافه به انگلیسی Coffee به المانی Kaffee هم از این منطقه نشأت گرفته هست. بعد از فروپاشی امپراتوری اتیوپی در سال ۱۹۷۴ این استان جزو منطقه اورومیا کشور اتیوپی شده‌است.